# Wolf Steinsieck
 (mai 2025).
La mise en forme du texte ne suit pas les recommandations de Wikipédia : il faut le « wikifier ».
Les points d'amélioration suivants sont les cas les plus fréquents. Le détail des points à revoir est peut-être précisé sur la page de discussion.
- Les titres sont pré-formatés par le logiciel. Ils ne sont ni en capitales, ni en gras.
- Le texte ne doit pas être écrit en capitales (les noms de famille non plus), ni en gras, ni en italique, ni en « petit »…
- Le gras n'est utilisé que pour surligner le titre de l'article dans l'introduction, une seule fois.
- L'italique est rarement utilisé : mots en langue étrangère, titres d'œuvres, noms de bateaux, etc.
- Les citations ne sont pas en italique mais en corps de texte normal. Elles sont entourées par des guillemets français : « et ».
- Les listes à puces sont à éviter, des paragraphes rédigés étant largement préférés. Les tableaux sont à réserver à la présentation de données structurées (résultats, etc.).
- Les appels de note de bas de page (petits chiffres en exposant, introduits par l'outil «  Source ») sont à placer entre la fin de phrase et le point final[comme ça].
- Les liens internes (vers d'autres articles de Wikipédia) sont à choisir avec parcimonie. Créez des liens vers des articles approfondissant le sujet. Les termes génériques sans rapport avec le sujet sont à éviter, ainsi que les répétitions de liens vers un même terme.
- Les liens externes sont à placer uniquement dans une section « Liens externes », à la fin de l'article. Ces liens sont à choisir avec parcimonie suivant les règles définies. Si un lien sert de source à l'article, son insertion dans le texte est à faire par les notes de bas de page.
- La présentation des références doit suivre les conventions bibliographiques. Il est recommandé d'utiliser les modèles {{Ouvrage}}, {{Chapitre}}, {{Article}}, {{Lien web}} et/ou {{Bibliographie}}. Le mode d'édition visuel peut mettre en forme automatiquement les références.
- Insérer une infobox (cadre d'informations à droite) n'est pas obligatoire pour parachever la mise en page.

Pour une aide détaillée, merci de consulter Aide:Wikification.
Si vous pensez que ces points ont été résolus, vous pouvez retirer ce bandeau et améliorer la mise en forme d'un autre article.
 (mai 2025).
Wolf Steinsieck (né le 24 juin 1946) est un professeur et docteur de philologie romane et traducteur allemand.

## Biographie
Steinsieck a passé sa jeunesse à Paris avant de déménager à Aix-la-Chapelle avec ses parents en 1963. Après avoir obtenu son Abitur (équivalent du baccalauréat en Allemagne) au Rhein-Maas-Gymnasium d'Aix-la-Chapelle, il étudia l'histoire, la romanistique et la philosophie. Par la suite, il enseigna la culture et la littérature française à l'Institut de philologie romane de l'École supérieure polytechnique de Rhénanie-Westphalie. Parmi ses domaines d'enseignement se trouvaient notamment des séminaires et travaux dirigés sur la littérature française du Moyen Âge au romantisme (XIXe siècle), des séminaires et travaux dirigés sur l'ancien et le moyen français, des travaux dirigés sur l'histoire, la culture et la civilisation française et un cours de français pour les historiens. Des travaux dirigés sur la création de matériel pédagogique firent également partie de ses activités pédagogiques.
Steinsieck fut président du comité de jumelage Aix-la-Chapelle-Reims de janvier 2003 à janvier 2011 avant d'être vice-président de ce même comité de 2011 à 2022. De mai 2010 à août 2015, Wolf Steinsieck fut consul honoraire de la République française pour Aix-la-Chapelle et sa région. Le consulat était basé dans la Haus Matthéy, au numéro 67 de la Theaterstraße d'Aix-la-Chapelle.
Il fut décoré de l'Ordre des Palmes Académiques au titre de Chevalier en octobre 2003 pour ses services rendus à la diffusion de la langue et de la culture françaises ainsi que pour ses mérites dans le domaine des échanges intellectuels franco-allemands. En outre, il fut honoré en août 2019 par le président de la République Emmanuel Macron, et reçut les insignes de Chevalier de l'Ordre national du Mérite, insignes qui lui ont été remis le 23 octobre dans la salle blanche de l'Hôtel de ville d'Aix-la-Chapelle par l'ambassadrice de France en Allemagne Anne-Marie Descôtes.
Wolf Steinsieck est marié à la directrice de l'Institut culturel franco-allemand et successeure de son mari en qualité de Consul honoraire de France, Angelika Ivens, qui avait déjà reçu les insignes de Chevalier de l'Ordre National du Mérite en 2018.

## Liens
- Notices d'autorité :   - VIAF
  - ISNI
  - IdRef
  - LCCN
  - GND
  - Pays-Bas
  - WorldCat
- (de) « Publications de et sur Wolf Steinsieck », dans le catalogue en ligne de la Bibliothèque nationale allemande (DNB).